# Hidalgo (filme)
Hidalgo (bra: Mar de Fogo; prt: Hidalgo  - O Grande Desafio) é um filme americano de 2004, do gênero aventura, dirigido por Joe Johnston.

## Sinopse
Em 1890, um líder árabe convida um americano, Frank T. Hopkins, e seu cavalo mustang Hidalgo para participarem da corrida de três mil milhas sobre o deserto da Arábia, evento até então reservado apenas para os cavalos daquela nacionalidade ou de linhagens nobres. Hopkins e seu cavalo mestiço haviam se tornado famosos ao participarem do show de Buffalo Bill no Oeste Selvagem, além de possuir muita experiência e êxito em corridas no deserto.

## Elenco
- Viggo Mortensen
- Omar Sharif
- Zuleikha Robinson
- Saïd Taghmaoui
- Harsh Nayyar
- Louise Lombard